# WTA Finals 2018 - Doppio
Tímea Babos e Andrea Sestini Hlaváčková erano le detentrici del titolo, ma non hanno partecipato insieme a questa edizione del torneo. Babos ha fatto coppia con Kristina Mladenovic, Sestini Hlaváčková con Barbora Strýcová.
In finale Babos e Mladenovic hanno battuto Barbora Krejčíková e Kateřina Siniaková con il punteggio di 6-4, 7-5.

## Giocatrici
1. Barbora Krejčíková /  Kateřina Siniaková (finale)
2. Tímea Babos /  Kristina Mladenovic (campionesse)

1. Andrea Sestini Hlaváčková /  Barbora Strýcová (semifinale)
2. Elise Mertens /  Demi Schuurs (quarti di finale)

## Tabellone

### Legenda
| - Q = Qualificato - WC = Wild card - LL = Lucky loser | - ALT = Alternate - SE = Special Exempt - PR = Protected Ranking | - w/o = Walkover - r = Ritirato - d = Squalificato |

|  | Quarti di finale | Quarti di finale                           | Quarti di finale                           | Quarti di finale | Quarti di finale |  |  | Semifinali | Semifinali                                 | Semifinali                                 | Semifinali                      | Semifinali                      |   |   | Finale | Finale                                | Finale                                | Finale | Finale |  |
|  |                  |                                            |                                            |                  |                  |  |  |            |                                            |                                            |                                 |                                 |   |   |        |                                       |                                       |        |        |  |
|  | 1                | Barbora Krejčíková Kateřina Siniaková      | Barbora Krejčíková Kateřina Siniaková      | 6                | 6                |  |  |            |                                            |                                            |                                 |                                 |   |   |        |                                       |                                       |        |        |  |
|  |                  | Nicole Melichar Květa Peschke              | Nicole Melichar Květa Peschke              | 1                | 4                |  |  | 1          | Barbora Krejčíková Kateřina Siniaková      | Barbora Krejčíková Kateřina Siniaková      | 6                               | 6                               |   |   |        |                                       |                                       |        |        |  |
|  | 3                | Andrea Sestini Hlaváčková Barbora Strýcová | Andrea Sestini Hlaváčková Barbora Strýcová | 6                | 6                |  |  | 3          | Andrea Sestini Hlaváčková Barbora Strýcová | Andrea Sestini Hlaváčková Barbora Strýcová | 3                               | 2                               |   |   |        |                                       |                                       |        |        |  |
|  |                  | Andreja Klepač María José Martínez Sánchez | Andreja Klepač María José Martínez Sánchez | 1                | 2                |  |  |            |                                            |                                            |                                 |                                 |   |   | 1      | Barbora Krejčíková Kateřina Siniaková | Barbora Krejčíková Kateřina Siniaková | 4      | 5      |  |
|  |                  | Ashleigh Barty Coco Vandeweghe             | Ashleigh Barty Coco Vandeweghe             | 6                | 6                |  |  |            |                                            | 2                                          | Tímea Babos Kristina Mladenovic | Tímea Babos Kristina Mladenovic | 6 | 7 |        |                                       |                                       |        |        |  |
|  | 4                | Elise Mertens Demi Schuurs                 | Elise Mertens Demi Schuurs                 | 1                | 4                |  |  |            | Ashleigh Barty Coco Vandeweghe             | 7                                          | 3                               | [8]                             |   |   |        |                                       |                                       |        |        |  |
|  |                  | Gabriela Dabrowski Xu Yifan                | Gabriela Dabrowski Xu Yifan                | 0                | 2                |  |  | 2          | Tímea Babos Kristina Mladenovic            | 65                                         | 6                               | [10]                            |   |   |        |                                       |                                       |        |        |  |
|  | 2                | Tímea Babos Kristina Mladenovic            | Tímea Babos Kristina Mladenovic            | 6                | 6                |  |  |            |                                            |                                            |                                 |                                 |   |   |        |                                       |                                       |        |        |  |